# Rockport (Kentucky)
Rockport è un comune degli Stati Uniti d'America, situato nello Stato del Kentucky, nella contea di Ohio.